# Augochlora foxiana
Augochlora foxiana är en biart som beskrevs av Cockerell 1900. Augochlora foxiana ingår i släktet Augochlora och familjen vägbin. Inga underarter finns listade.